# André Drouart
Pour les articles homonymes, voir André Drouart (homonymie).
André Drouart est un homme politique belge francophone, membre de Ecolo né le 23 mars 1957.

## Biographie
Il fut député bruxellois de 1989 à 1999. Élu en 1989 lors de la première élection directe pour la Région de Bruxelles-Capitale et réélu en 1995. Il siégea également comme député (mandat dérivé) au Parlement de la Communauté française de 1995 à 1999. 
Au  niveau communal, il fut conseiller communal d'Anderlecht de 1983 à 1988 à la suite des élections d'octobre 1982 et à nouveau de 2001 à 2012 (élections d'octobre 2000 et d'octobre 2006). De 2001 à 2006, il devint échevin.